# بيغي بيرنير
بيغي بيرنير (بالإنجليزية: Peggy Bernier)‏ هي مغنية وممثلة أمريكية، ولدت في 19 مارس 1907، وتوفيت في 5 مارس 2001.

## وصلات خارجية
- بيغي بيرنير على موقع IMDb (الإنجليزية)
- بيغي بيرنير على موقع قاعدة بيانات برودواي على الإنترنت (الإنجليزية)
- بيغي بيرنير على موقع قاعدة بيانات الفيلم (الإنجليزية)